# Wellington CBD
Wellington Central est une banlieue interne de Wellington, la capitale de la Nouvelle-Zélande située dans la partie sud de l’Île du Nord. Elle est le cœur financier de la ville et de la région de Wellington.
Elle comprend la partie nord du Quartier d’affaires ou CBD ou central business district, avec la majorité des gratte-ciels de Wellington.

## Situation
La majorité de la principale rue commerçante de Wellington, Lambton Quay (en), traverse Wellington Central.
La zone est localisée au centre de la ville près du port et est délimitée au nord par la banlieue de Pipitea, au sud par celle de Te Aro et à l’ouest par Kelburn
À partir de ‘Lambton Quay’ le Wellington Cable Car (en) est accessible pour se rendre dans les banlieues internes de la ceinture verte de Wellington (en).

## Éléments caractéristiques
Wellington Central est aussi le siège de la circonscription civile de Wellington (Civic Precinct), comprenant le :
- le Civic Square (en),
- le Wellington Town Hall (en),
- la bibliothèque centrale de Wellington (en),
- le Michael Fowler Centre (en),
- la Galerie d’art de la ville de Wellingon (en).

## Géographie
Wellington Central consiste en une zone plate, essentiellement obtenue par la mise en valeur de terrains assainis, gagnés sur la mer, dans le port de Wellington (en), à l’ouest de Lambton Harbour (de) et dans la partie de The Terrace (en), immédiatement au-dessus.
Elle est limitée au nord par la banlieue de Pipitea (qui comprend les bâtiments du Parlement de la Nouvelle-Zélande (en)) et s’étend au sud jusqu'à Civic Square (en).
La partie du « Wellington Central Business District » située au sud de Wellington Central s'appelle Te Aro et constitue le centre de la vie nocturne de Wellington.